# Primates
« Primate » redirige ici.  Pour le film, voir Primate (film).
Ordre
Sous-ordres de rang inférieur
- Haplorrhini
- Strepsirrhini

Les Primates, du latin primas, -atis (« celui qui occupe la première place »), sont un ordre de mammifères placentaires, qui rassemble les singes à queue, les grands singes, les Tarsiers, les Lémuriens et les Lorisiformes. Ils font partie du super-ordre des Euarchontoglires, en compagnie des Rongeurs, des Lagomorphes, des Dermoptères et des Scandentiens.
Les Primates comportent deux sous-ordres : les Strepsirrhiniens, auquel appartiennent les Lémuriens, les Loris et les Galagos, et les Haplorrhiniens, auquel appartiennent les Tarsiers et les Simiiformes, qui comprennent, entre autres, les Hominidae.
Les premiers primates vivaient dans les arbres des forêts tropicales, et ils possèdent encore de nombreuses adaptations à la vie dans cet environnement tridimensionnel. Presque tous sont au moins encore en partie arboricoles.
À l'exception d'Homo sapiens, qui habite tous les continents, la plupart des primates vivent dans des régions tropicales ou subtropicales d'Amérique, d'Afrique et d'Asie. Leur poids varie de 30 g pour le Microcèbe de Mme Berthe à 200 kg pour le Gorille des montagnes. L'un des plus anciens primates connus est Teilhardina, qui vivait à la fin du Paléocène, il y a 55 à 58 millions d'années. Les études d'horloge moléculaire suggèrent toutefois que les primates pourraient être plus anciens, avec une apparition au Crétacé supérieur, il y a plus de 66 millions d'années.
Considérés comme des mammifères généralistes, les primates présentent un large éventail de caractéristiques. Certains primates (notamment certains grands singes et les babouins) sont plus terrestres qu'arboricoles, mais toutes les espèces possèdent des adaptations pour grimper aux arbres. Les techniques de déplacement utilisées comprennent le saut d'arbre en arbre, la marche sur deux ou quatre membres, la locomotion sur les articulations et le balancement entre les branches des arbres (connu sous le nom de brachiation). Les primates sont caractérisés par un grand cerveau par rapport à d'autres mammifères, ainsi qu'un recours accru à la vision stéréoscopique, au détriment de l'odorat, le système sensoriel dominant chez la plupart des mammifères. Ces caractéristiques sont plus développées chez les vrais singes et nettement moins chez les loris et les lémuriens. La vision trichromatique s'est développée chez certains primates. Ils ont aussi un pouce opposable et certains ont des queues préhensiles. De nombreuses espèces présentent un dimorphisme sexuel, ce qui signifie que mâles et femelles diffèrent par des traits physiques, comme la masse corporelle, la taille des canines et la coloration. Les primates ont une vitesse de croissance plus lente que les autres mammifères de taille similaire et atteignent la maturité plus tard mais ont une durée de vie plus longue. Selon les espèces, les adultes peuvent vivre seuls, en couples ou dans des groupes allant jusqu'à des centaines de membres.
Les primates non-humains subissent un déclin très important au cours du XXIe siècle en raison des activités humaines. Selon une vaste étude de 2017, 60 % des espèces de primates sont en danger d’extinction d'ici 2040 à 2070.
Dans leur ouvrage Classification phylogénétique du vivant (tome 2) de 2017, Guillaume Lecointre et Hervé Le Guyader dénombrent 414 espèces actuelles.

## Étymologie et adoption du terme
Le nom Primates (du latin primas, atis, « premier » car c'est le nom donné par Linné à son premier ordre de la classe des mammifères qui intègre les humains considérés à son époque comme le sommet de l'échelle des êtres selon l'ordre divin) apparaît en 1758 dans la dixième édition (en) du Systema Naturae de Linné, vaste ouvrage qui s'efforce de classer l'ensemble des espèces vivantes connues selon leurs proximités anatomiques. Dans les éditions précédentes de son œuvre, Linné nommait ce nouvel ordre « Anthropomorpha », pour souligner qu'il s'agissait d'animaux dont le comportement et la morphologie ressemblaient à ceux de l'Homme (anthropomorphisme). Linné divisait le groupe des primates en quatre genres : Homo (les humains), Simia (les singes), Lemur, et Vespertilio (les chauves-souris).
En 1779, l'anthropologue allemand Johann Friedrich Blumenbach, dans sa première édition Handbuch der Naturgeschichte (« Manuel d'histoire naturelle »), est le premier à faire des chauve-souris un ordre distinct, les Chiroptères. De plus, il y fait des humains un ordre à part, les bimanes qu'il oppose à celui des quadrumanes (singes et lémuriens). Cet anthropocentrisme permet ainsi de distinguer l'humain, singularité biologique culturellement essentielle pour les philosophes Rousseau et Diderot ou les naturalistes Cuvier ou Daubenton.
Cette division de Blumenbach est acceptée par la majorité des zoologistes jusqu'aux travaux de Thomas Henry Huxley et Charles Darwin des années 1860 qui proposent de replacer l'Homme dans le groupe des Primates. La classification classique des primates est adoptée et complétée à la fin du XIXe siècle.

## Caractéristiques

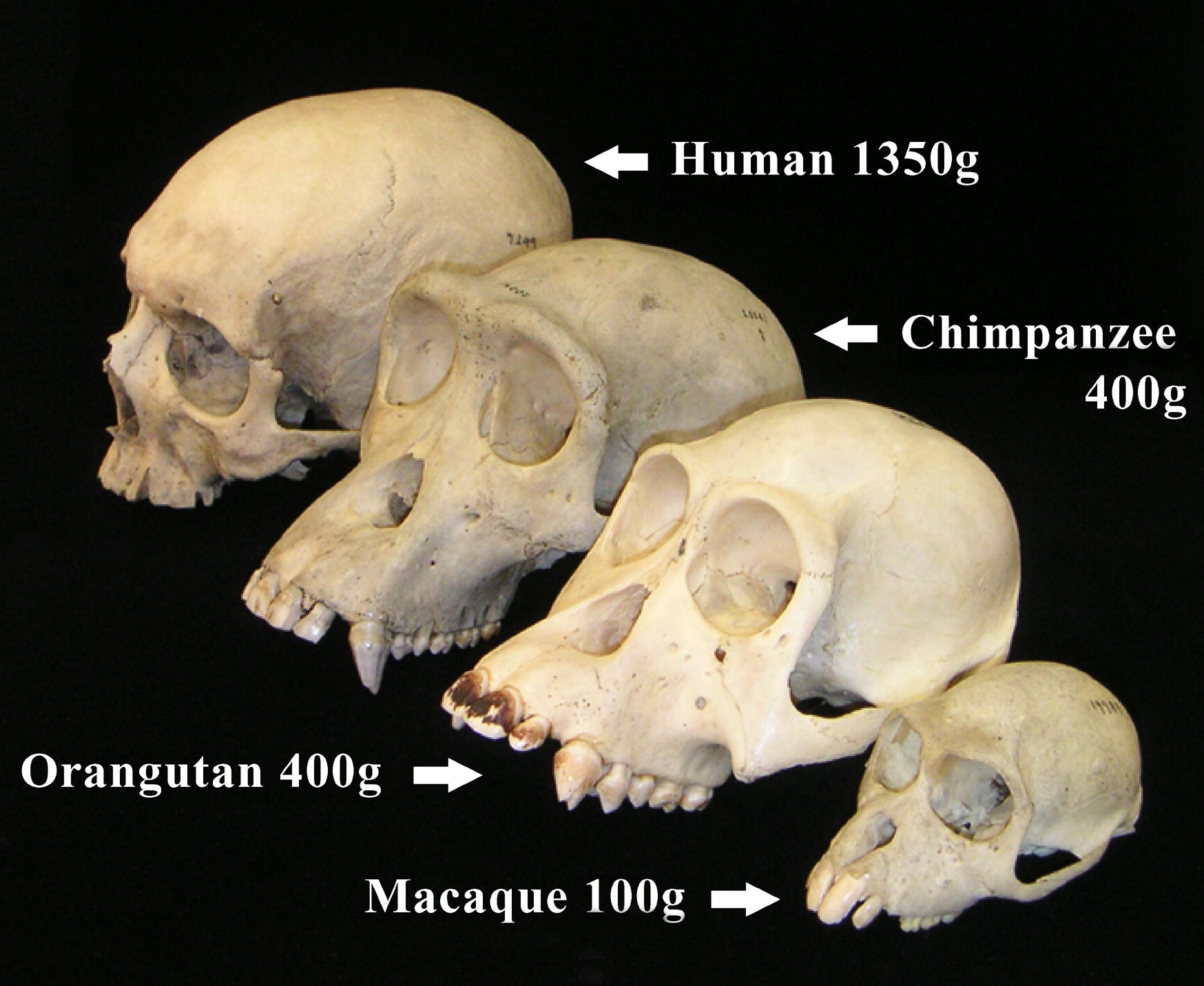
L'hominisation se caractérise par la régression du prognathisme et une augmentation de la masse cérébrale.

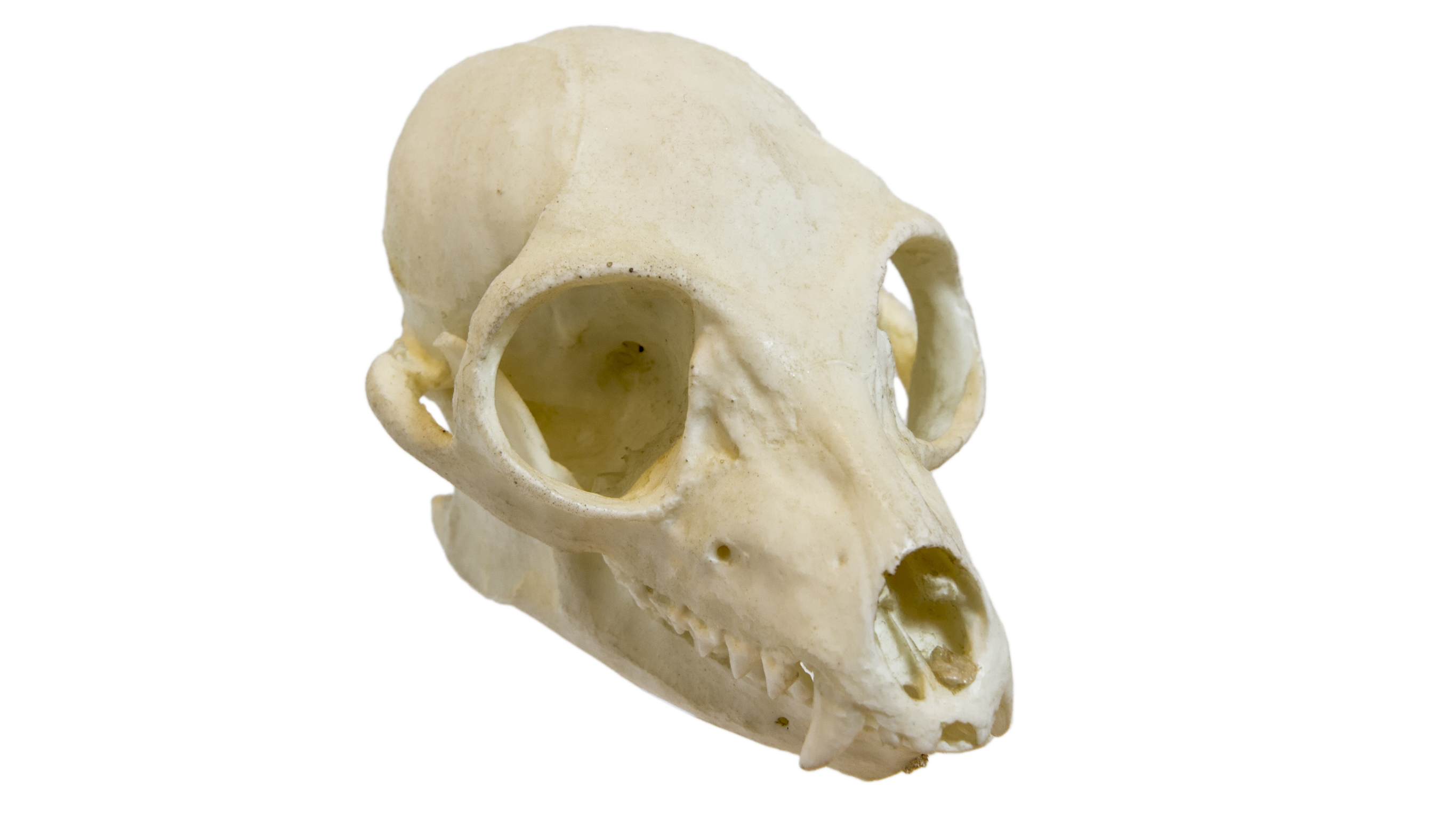
Les lémuriens diffèrent des singes notamment par leur museau allongé et la position de leurs yeux qui sont latéraux.

Les primates sont généralement caractérisés par :
- une vie arboricole ;
- le museau réduit et la formation d'une face moins prognathe. La tendance évolutive vers la disparition du museau et la régression du prognathisme facial est liée à la réduction de l'appareil olfactif au profit du système tactile et visuel (adaptation à la vie arboricole diurne grâce à des mains et pieds préhensiles et le développement d'aires visuelles assurant une vision binoculaire stéréoscopique et une meilleure coordination dans l'obscurité de la forêt[10]), à l'évolution de l'appareil masticatoire (régression des canines et épaississement de l'émail avec un régime alimentaire non plus exclusivement insectivore mais de plus en plus omnivore : fruits, jeunes pousses, noix, insectes présentant une taille et une consistance très variées, etc.)[11]. Cette convergence oculaire a pour conséquence une perte en ampleur du champ visuel complet, les primates ayant plus de peine à détecter un prédateur qui arrive par derrière. Ce risque de prédation, associé à d'autres facteurs écologiques (régime alimentaire, dispersion des sources de nourriture) semblent être des pressions sélectives déterminantes à l'origine de la formation de groupes sociaux chez les primates (comportement de vigilance et défense active avec des cris d'alarme)[12] ;
- une seule paire de mamelles se développant à une seule extrémité de la crête mammaire, dans la région pectorale. La réduction du nombre de paires chez les mammifères correspond à un nombre plus faible de petits de la portée[13]. Dans les espèces à mamelles nombreuses, on trouve les glandes mammaires réparties dans trois régions (pectorale, abdominale et inguinale)[14] ;
- le remplacement des griffes par des ongles plats (onguiculés chez la plupart des espèces, à l'exception des Callitrichinae), l'aptitude à la préhension par l'utilisation de la queue (sa réduction affecte un certain nombre de genres) ou des mains/pattes (grâce au pouce opposable : pouce de la main, dit pollex, toujours opposable ; pouce du pied, dit hallux, à pseudo-opposabilité à l'exception des humains) : chez certains, les os du radius et du cubitus sont très mobiles l'un par rapport à l'autre, permettant des mouvements sophistiqués (supination et pronation) de la main ;
- un pénis pendulaire et des testicules protégés par un scrotum ;
- des membres antérieurs et postérieurs pentadactyles qui ont gardé le schéma tétrapode des membres chiridiens et qui ont des coussinets tactiles ridés sous les doigts (dermatoglyphes). Le membre antérieur est mobile grâce à la clavicule ;
- la colonne vertébrale qui comprend de 26 à 33 éléments ;
- une denture de type diphyodonte et hétérodonte, avec des molaires multituberculées, issue de la perte d'une incisive et d'une prémolaire par rapport à la denture mammalienne primitive ;
- une vulve dissociant l'urètre et le vagin, complètement séparés, ainsi qu'un utérus ne possédant qu'une corne, qu'un corps et un col mais toujours avec deux trompes : utérus simplex ;
- une prédominance de la vision sur l'olfaction : les orbites oculaires orientées vers l'avant (frontalisation des orbites avec barre[note 2] et cloison post-orbitaire) caractérisent une vision binoculaire stéréoscopique, et le développement du lobe occipital du cerveau montre la prédominance de la vue sur les autres sens ;
- un appareil auditif avec une cavité tympanique qui s'enfouit dans l'os pétreux (ou rocher) à partir duquel se forme la bulle tympanique[note 3] ;
- un allongement des différentes phases de vie, notamment la période de gestation et de vie postnatale, ce qui entraîne un investissement parental plus important et un apprentissage par les structures sociales ;
- une maturité sexuelle tardive.

La présence d'un cerveau plus développé que chez la plupart des autres mammifères est souvent avancée comme caractéristique de ce groupe mais elle n'est vérifiée que pour la super-famille des hominoïdes. Elle est en outre partagée par d'autres taxons.

### Taille et poids
Leur taille varie entre 13 cm (chirogale mignon, Microcebus murinus) et 175 cm, pour une masse allant de 100 g jusqu'à 275 kg (gorille, Gorilla gorilla).
En novembre 2018, une étude parue au Journal of Human Evolution indique la découverte d'une nouvelle espèce de primate Simiolus de l'époque du Miocène. Selon les chercheurs ayant participé à cette étude, cette espèce de primate serait, en l'état actuel des recherches, le plus petit primate découvert à ce jour.

## Régime alimentaire

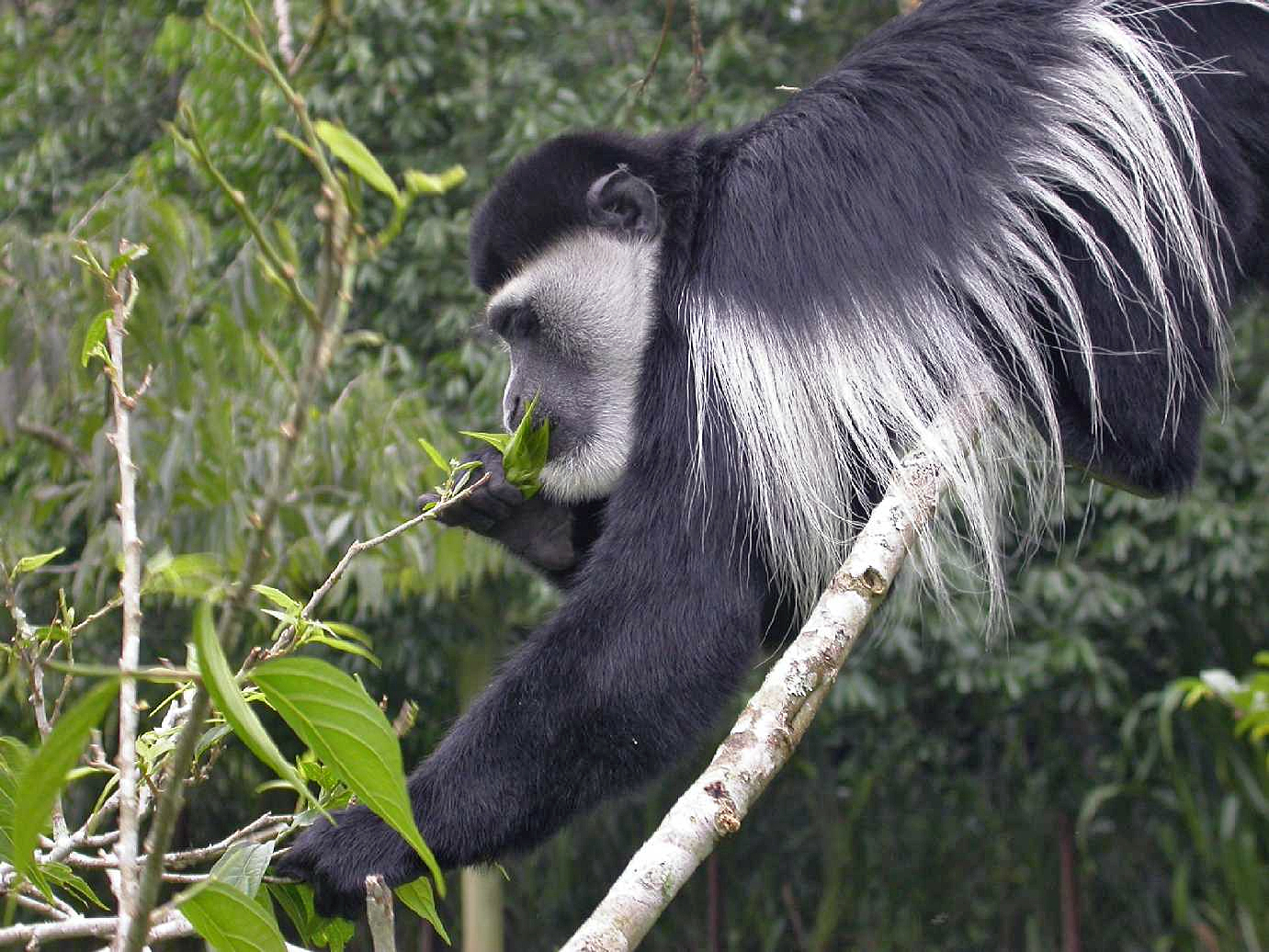
Colobus guereza consommant des feuilles, au parc national de Kibale, Ouganda

Les primates ont des spécialisations anatomiques, notamment au niveau des dents, qui déterminent des régimes alimentaires variés : les insectivores et folivores (généralement consommant des feuilles tendres) qui privilégient des sources alimentaires qui leur apportent des acides aminés, des vitamines et des minéraux, ont des crêtes dentaires plus développées que les frugivores dont l'alimentation à base de fruits leur fournit une source de glucides et de lipides facilement digestibles et riches en énergie.
La population ancestrale des Hominidae vivait probablement en forêt dense (de type tropical humide voire tropical) dans la canopée leur fournissant des feuilles tendres et des fruits disponibles toutes l'année, les humains modernes s'étant spécialisés vers une nourriture plus coriace caractéristique des mauvaises saisons.

## Physiologie
Il n'existe des hormones de grossesse gonadotropines chorioniques que chez les équidés et les primates (chez l'espèce humaine, il s'agit de la hCG pour human Chorionic Gonadotropin).

## Distribution géographique
À l'exception d'Homo sapiens, présent sous tous les climats, et de certains macaques, les primates actuels n'occupent que des régions équatoriales, tropicales ou subtropicales. En Amérique, on trouve des primates du centre du Mexique jusqu'au nord de l'Argentine. En Afrique, on les trouve essentiellement au sud du Sahara. À Madagascar se sont développées des espèces endémiques de strepsirrhiniens (telles que les lémurs). En Asie, on trouve des primates en Arabie, dans le Sous-continent indien, en Chine, au Japon et en Asie du Sud-Est. La limite est de leur expansion est Sulawesi et Timor.
Dans les autres régions, il se trouve peu de primates en liberté. Les quelques espèces présentes, comme les rhésus en Floride et les magots à Gibraltar ont été introduites par l'Homme.

## Structures sociales
Les sociétés de primates sont extrêmement variées : ces animaux peuvent vivre isolés, en groupes permanents ou en groupes temporaires.
La diversité des systèmes sociaux (structures et organisations sociales) chez les primates découle de différents facteurs de sélection sexuelle, de coercition sexuelle (en) et de conditions écologiques (ressources alimentaires, prédateurs, parasites et congénères) : quelques espèces sont solitaires à territoires chevauchants et quelques autres forment des couples (monogamie sexuelle à la carte, séquentielle ou sociale), ces modes de vie étant favorisés par la dispersion des ressources alimentaires. Les zones à forte concentration en ressources alimentaire favorisent le regroupement de la majorité des primates en : harems (en) polygynes (groupes uni-mâle multi-femelles), harems polyandres (groupes uni-femelle multi-mâles), des bandes de mâles célibataires (groupes multimâles), des bandes de femelles célibataires (groupes multifemelles constitués que des femelles et leurs enfants), et des groupes multisexués (sociétés multifemelles/multimâles polygynandres centrées sur les mâles ou les femelles).
Chez certaines espèces (chimpanzés, atèles), les groupes ont une dynamique de fission-fusion.
Le primatologue Frans de Waal a démontré que de nombreuses émotions, allant du deuil à la joie, sont identiques chez les primates dont les humains.
Les êtres humains et les autres grands singes semblent partager une dimension sociale unique : la culture. Différents auteurs ont montré que certains grands singes tels que les chimpanzés pouvaient partager des particularités culturelles, des pratiques apprises et non pas innées, transmises à l'intérieur d'un groupe mais inconnues en dehors de celui-ci,. Cela ouvre la porte à une évaluation intéressante des structures sociales des primates en rapprochant l'humain des autres grands singes.

## Origine
Les animaux actuels les plus proches des Primates sont les Dermoptères, qui appartiennent comme eux au clade des Euarchonta. Les Euarchonta sont apparentés aux Glires (lapins, lièvres, rongeurs, etc.) avec lesquels ils forment le super-ordre des Euarchontoglires.
```
└─o 
Euarchontoglires

  ├─o 
Anagalida
 dont les 
Glires

  └─o 
Euarchonta

    ├─o 
Scandentia

    └─o
      ├─o 
Dermoptera

      └─o 
Primatomorpha
 : 
Plesiadapiformes
 † (paraphylétiques) puis Primates
```

Certaines études génétiques donnent aux Primates une ancienneté d'environ 85 millions d'années, selon la méthode de l'horloge moléculaire, mais on ne connait pas de fossiles de primates plus anciens que 55 à 58 millions d'années. Le genre Purgatorius, qui date d'environ 65 millions d'années, est un Plesiadapiformes (une forme basale précurseur des Primates). Les plus anciens fossiles relevant indiscutablement du clade des primates sont des Adapiformes, datés d'environ 56 millions d'années (par exemple, Donrusselia et Cantius).

## Phylogénie
Les Primates constituent le groupe de mammifères le plus riche en espèces après les Rongeurs et les Chauve-souris.
La phylogénie du groupe, autrement dit la généalogie des espèces, est aujourd'hui bien établie.
```
Primates

├───
Strepsirrhini

│     ├──
Lemuriformes

│     │    ├──
Daubentoniidae

│     │    │
│     │    └──
Lemuroidea

│     │         ├──
Cheirogaleidae

│     │         ├──
Lepilemuridae

│     │         └──N.N.
│     │             ├──
Indriidae

│     │             └──
Lemuridae

│     │
│     └──
Lorisiformes

│          ├──
Lorisidae

│          └──
Galagidae

│
└──
Haplorrhini

     │
     ├──
Tarsiiformes

     │
     └──
Simiiformes

           ├──
Platyrrhini

           │     ├──
Pitheciidae

           │     └──N.N.
           │         ├──
Atelidae

           │         └──N.N.
           │             ├──
Callitrichidae

           │             └──N.N.
           │                ├──
Aotidae

           │                └──
Cebidae
 
           │
           └──
Catarrhini

                 ├──
Cercopithecoidea

                 │    └──
Cercopithecidae

                 │
                 └──
Hominoidea

                      ├──
Hylobatidae

                      └──
Hominidae
```

### Liste des infra-ordres (actuels et fossiles)
Selon BioLib (4 décembre 2018) :
- sous-ordre Haplorrhini Pocock, 1918
  - infra-ordre Simiiformes
  - infra-ordre Tarsiiformes
- sous-ordre Micromomyiformes †
- sous-ordre Plesiadapiformes Simons & Tattersall, 1972 †
- sous-ordre Strepsirrhini E. Geoffroy, 1812
  - infra-ordre Adapiformes Hoffstetter, 1977 †
  - infra-ordre Chiromyiformes
  - infra-ordre Lemuriformes
  - infra-ordre Lorisiformes

## Galerie

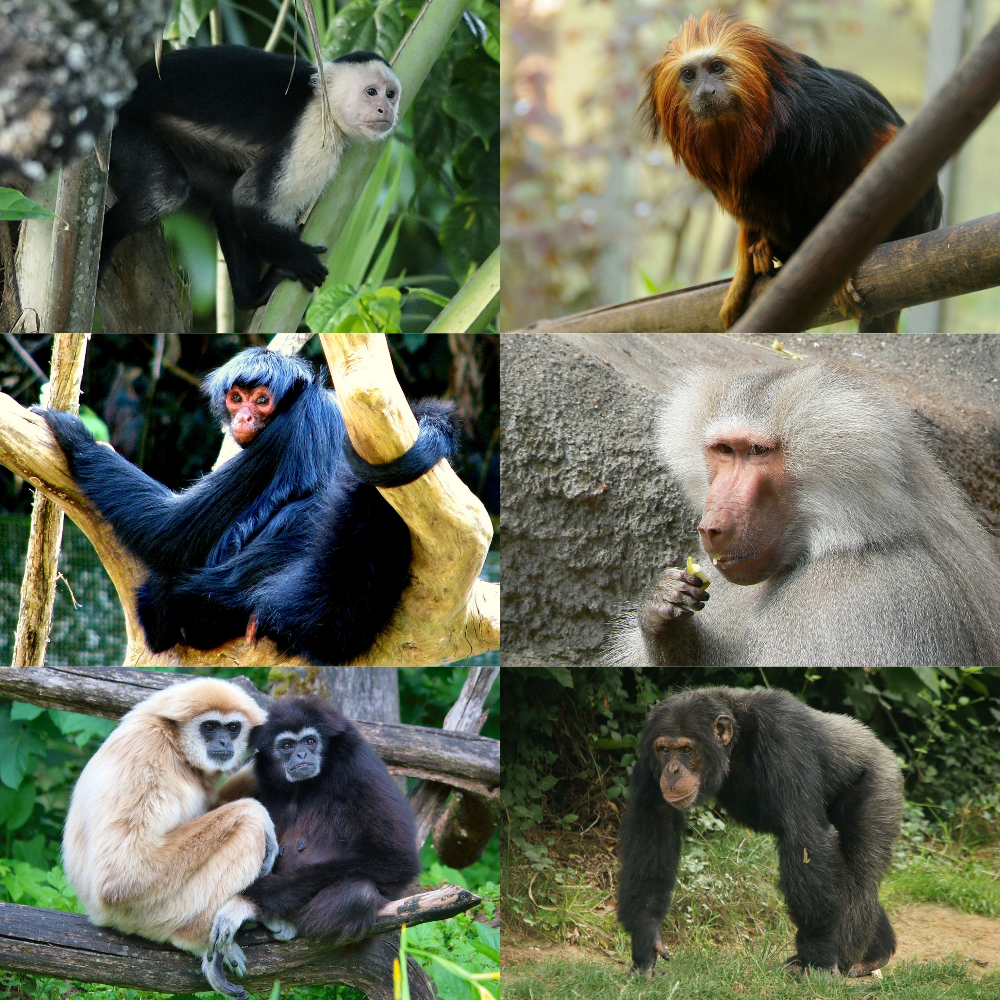
Différents singes (Simiiformes)
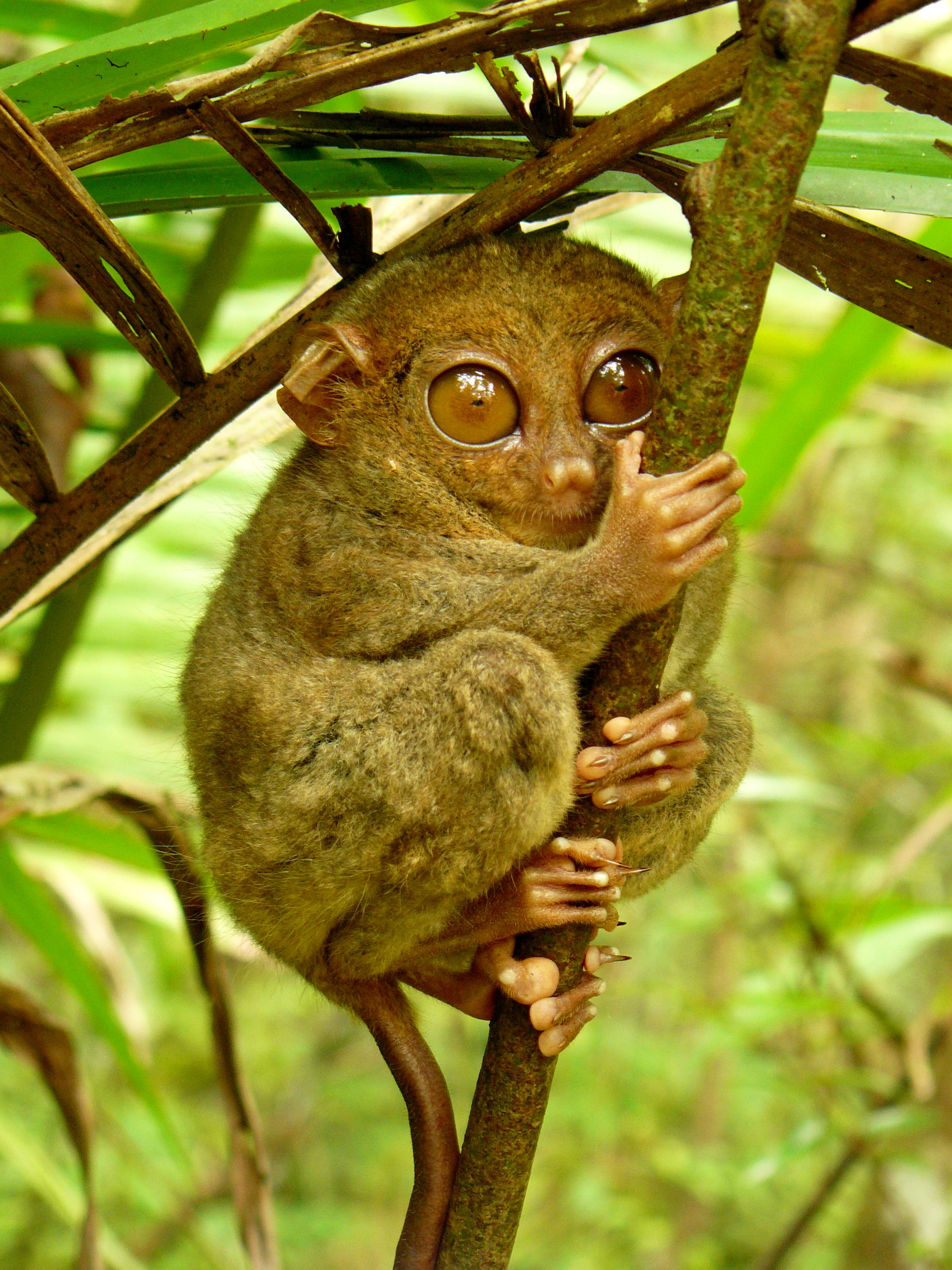
Un tarsier (Tarsiiformes)
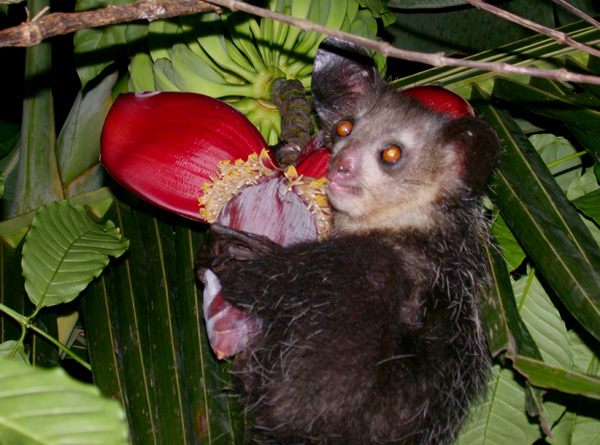
Un Aye-aye, l'unique Chiromyiformes
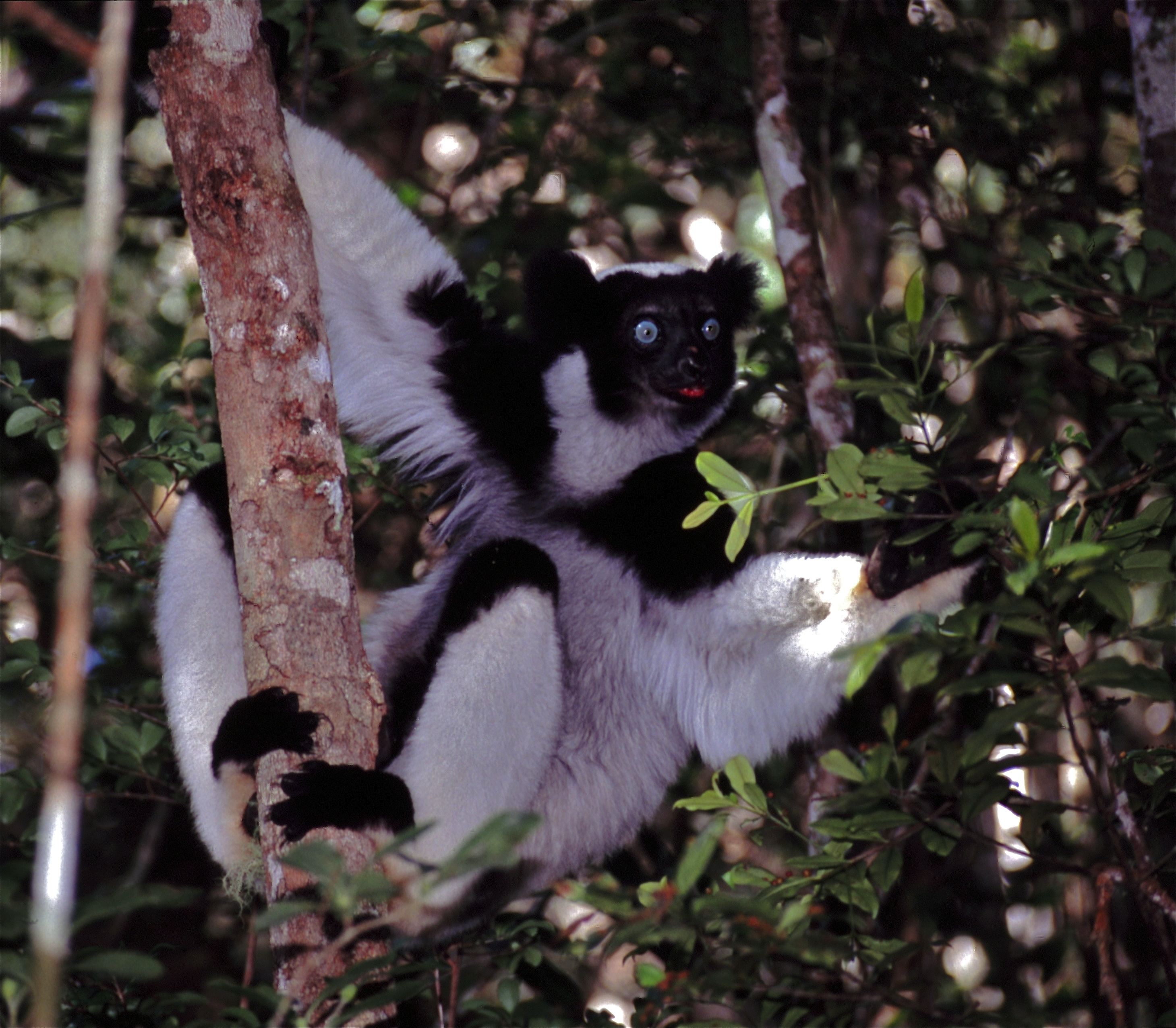
Un lémurien Indri indri (Lemuriformes)
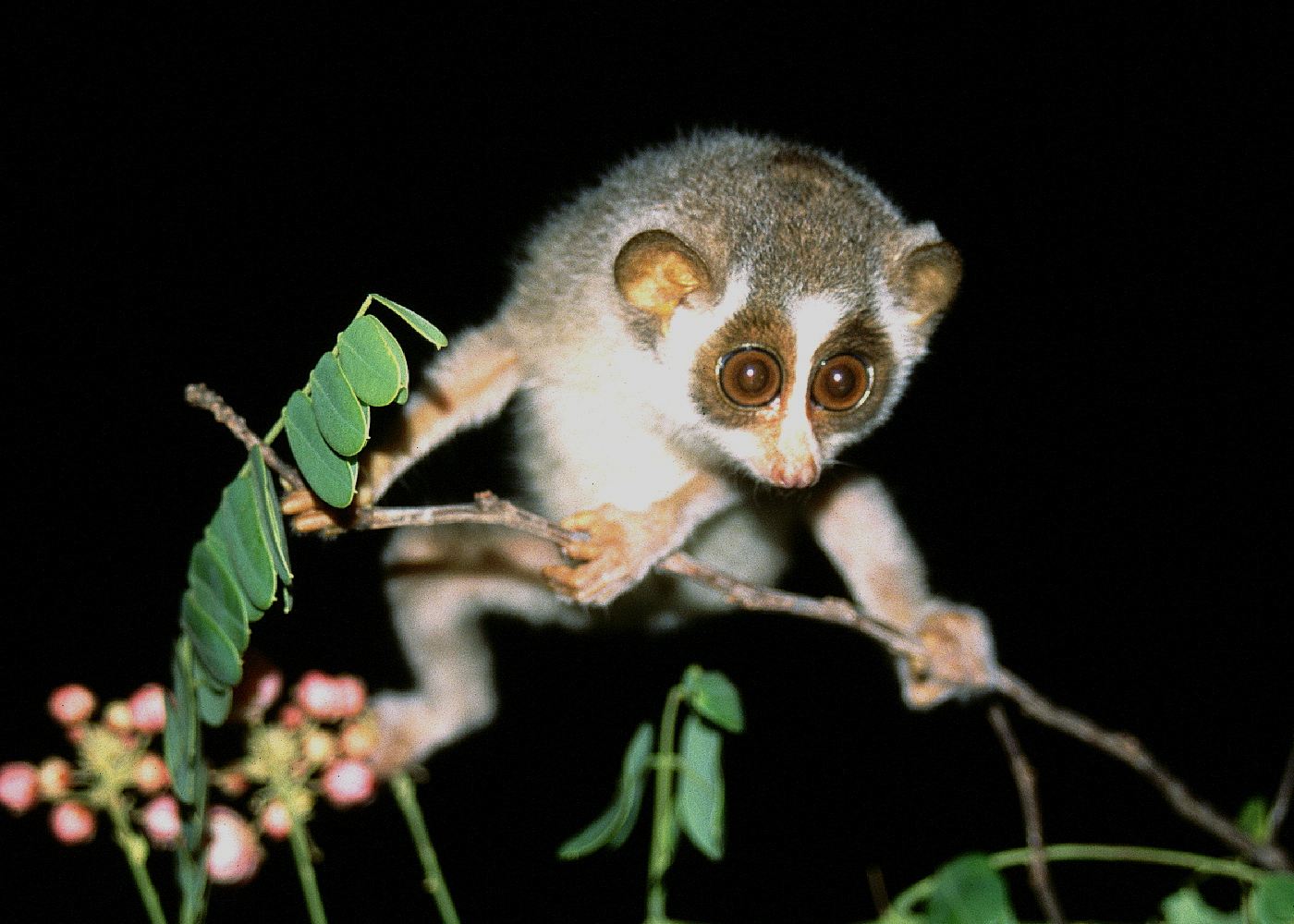
Un loris (Lorisiformes)

## Strepsirrhiniens

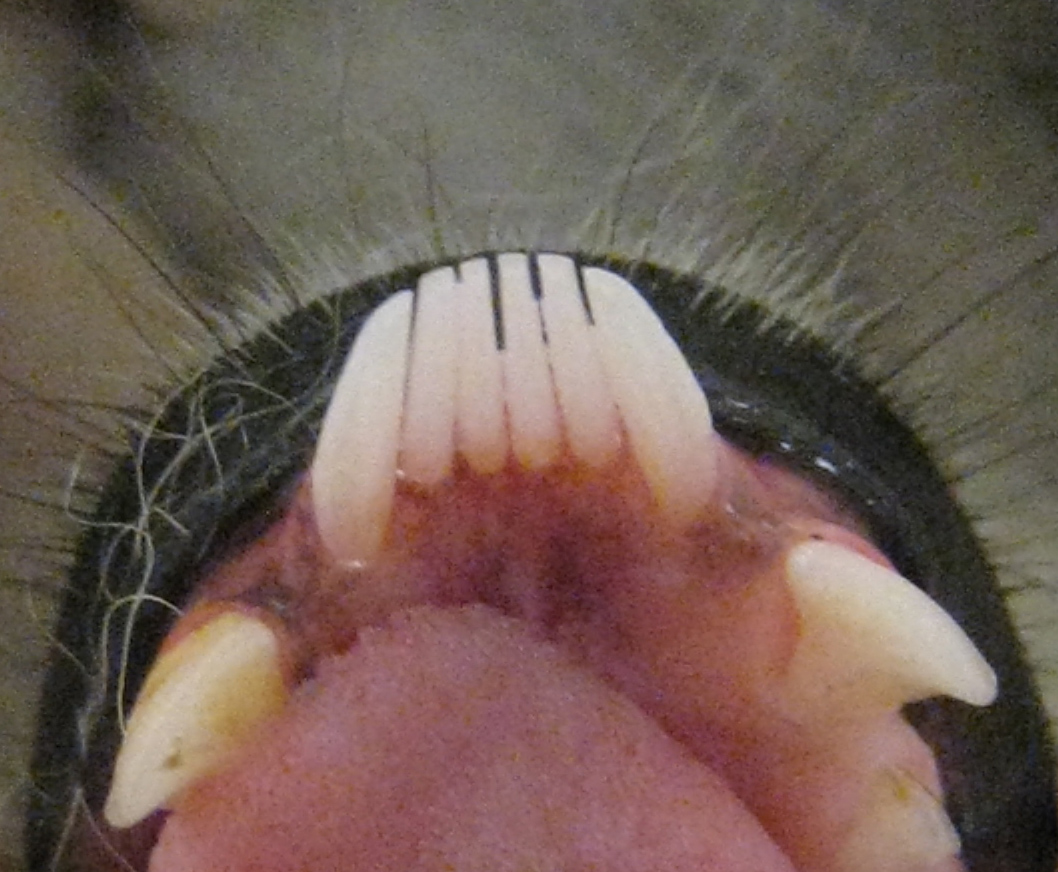
Peigne dentaire : les 4 incisives et 2 canines sont rapprochées (voire collées) à la manière d'un peigne (voir :en:Toothcomb).

Le sous ordre des Strepsirrhiniens comprend Les Lorisiformes (comme les Loris) et les Lemuriformes (comme les Lémurs). Ils sont arboricoles, souvent nocturnes et insectivores (caractères ancestraux).
Ils sont munis d'une queue recouverte de fourrure, d'un museau et d'yeux ronds. Ils ont 5 doigts aux mains et aux pieds. La caractéristique principale qui les distingue des autres primates est la présence d'un « peigne dentaire » à l'avant de leur denture : c'est un ensemble de 6 dents constitué des 4 incisives et des 2 canines, toutes allongées et orientées vers l'avant ; il sert à récupérer la gomme des arbres dont ils se nourrissent, mais également à l'épouillage.

### Lorisiformes
Les Lorisiformes constituent l'un des deux infra-ordres des Strespisrrhiniens : de petite taille, rencontrés en Afrique et en Asie, ils regroupent les familles suivantes :
- Galagidae, vivant en Afrique, comportant le genre Galago.
- Lorisidae, vivant en Afrique et en Asie (genres Loris, Nycticebus, Perodicticus et Arctocebus).

### Lémuriformes

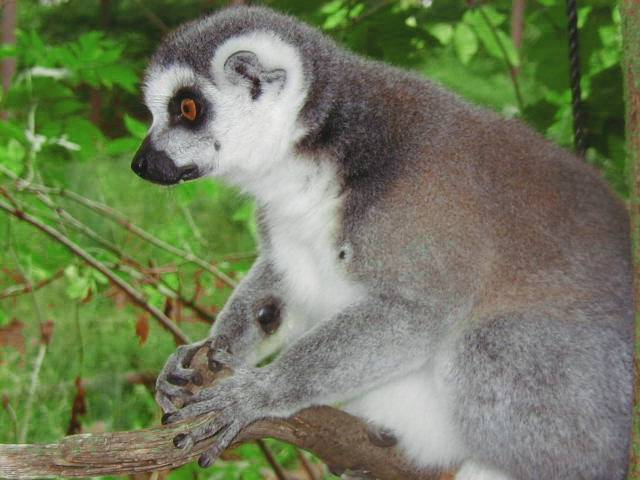
Exemple de lémurien (Maki catta).

Les Lemuriformes constituent l'autre infra-ordre : ils vivent tous à Madagascar, où ils ont subsisté en l'absence d'autres primates plus compétitifs. On les classe en diverses familles :
- Lemuridae, comportant notamment le maki.
- Indriidae, aux membres postérieurs plus développés que les antérieurs (indri, avahi, sifaka).
- Megaladapidae, famille représentée par le genre Lepilemur.
- Daubentoniidae : un seul genre et une seule espèce, l'aye-aye.
- Cheirogaleidae, vivant à Madagascar et ressemblant plus à des écureuils qu'à des singes. La position de cette famille varie suivant les auteurs, tantôt parmi les lorisiformes, tantôt parmi les lémuriformes comme dans la révision taxonomique proposée par J. G. Fleagle en 1999[34].

## Haplorrhiniens
Les haplorrhiniens regroupent les singes (ou simiiformes) et les tarsiers.

### Singes
Parmi les singes, on distingue :

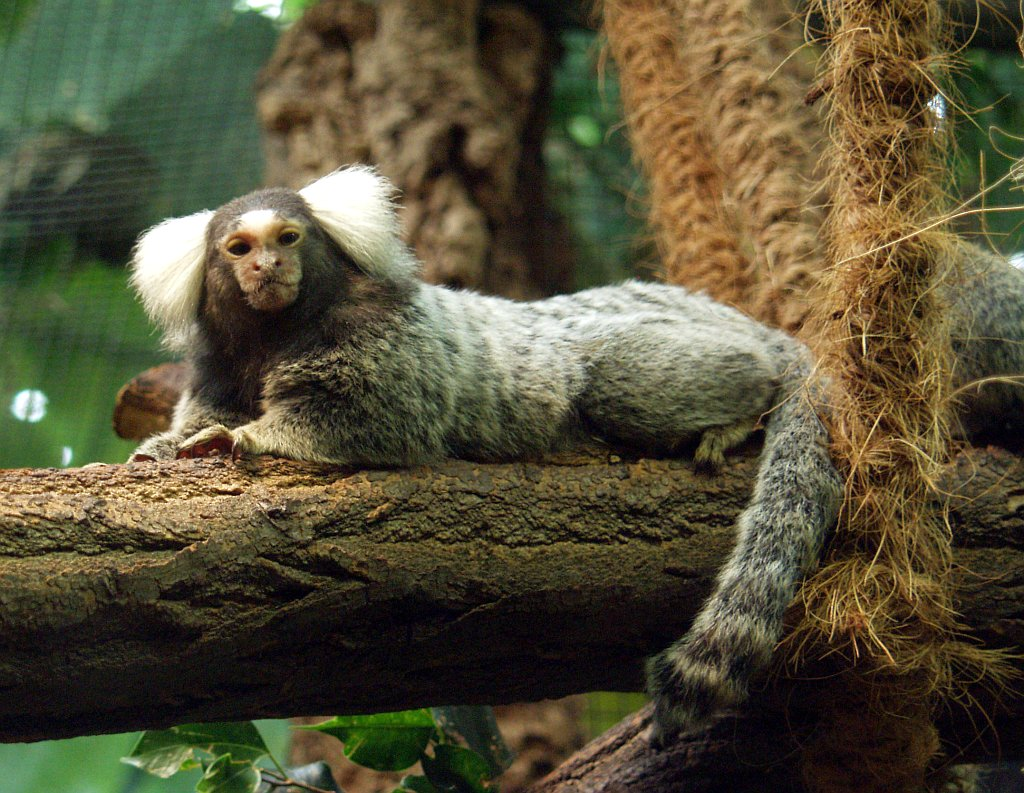
Exemple de platyrhinien, un ouistiti à toupet blanc.

- les Platyrrhiniens ou singes du Nouveau Monde, originaires d'Amérique centrale et du Sud : ils ont les narines écartées, une queue longue et préhensile. Ils possèdent presque tous 36 dents. Ils se divisent en cinq familles :
  - les Cebidae, comprenant par exemple le sapajou ;
  - les Callitrichidae, avec notamment les tamarins et les ouistitis ;
  - les Atelidae, comprenant l'atèle (ou singe-araignée), le singe-laineux et le singe-hurleur ;
  - les Pitheciidae, avec deux sous-familles : les Callicebinae et les Pitheciinae ;
  - les Aotidae, avec le genre Aotus.

L'origine des singes du Nouveau Monde reste mystérieuse. Les études moléculaires donnent une période de divergence entre platyrrhiniens et catarrhiniens allant de 34 à 40 millions d'années. Il est possible que les platyrhiniens aient traversé l'océan Atlantique de l'Afrique vers l'Amérique du Sud au cours de l’Éocène en passant d'ile en ile, issues des dorsales de l'océan Atlantique. Une autre hypothèse, une seule traversée en radeau de végétation, pourrait aussi expliquer cette colonisation transocéanique. En raison de la tectonique des plaques, l'océan Atlantique n'était pas aussi large qu'aujourd'hui à l'époque. Les études suggèrent qu'un petit primate d'environ 1 kg aurait pu avoir survécu 13 jours sur un radeau de végétation. Compte tenu des vitesses estimées des courants et des vents, cela aurait suffi pour faire le voyage entre les deux continents.
- les Catarrhiniens ou singes de l'Ancien Monde : ils ont les narines rapprochées, jamais de queue préhénsile, voire pas de queue visible mais seulement des vertèbres caudales vestigiales soudées (coccyx). Ils possèdent 32 dents. Ils se divisent en deux super-familles :
  - les Cercopithecoidea qui comprend les cercopithécinés (cercopithèques, macaques, babouins) et les colobinés (notamment le nasique).
  - les Hominoidea qui comprend les hylobatidés (gibbons) et les hominidés, qui correspondent à ce qu'on appelle aussi les grands singes (le chimpanzé, le gorille, l'orang-outan et l'Homo sapiens).

### Tarsiers
Les Tarsiers ne possèdent pas de rhinarium mais leurs facultés olfactives sont meilleures que celles des Catarhiniens.

## Enjeux éthiques et politiques

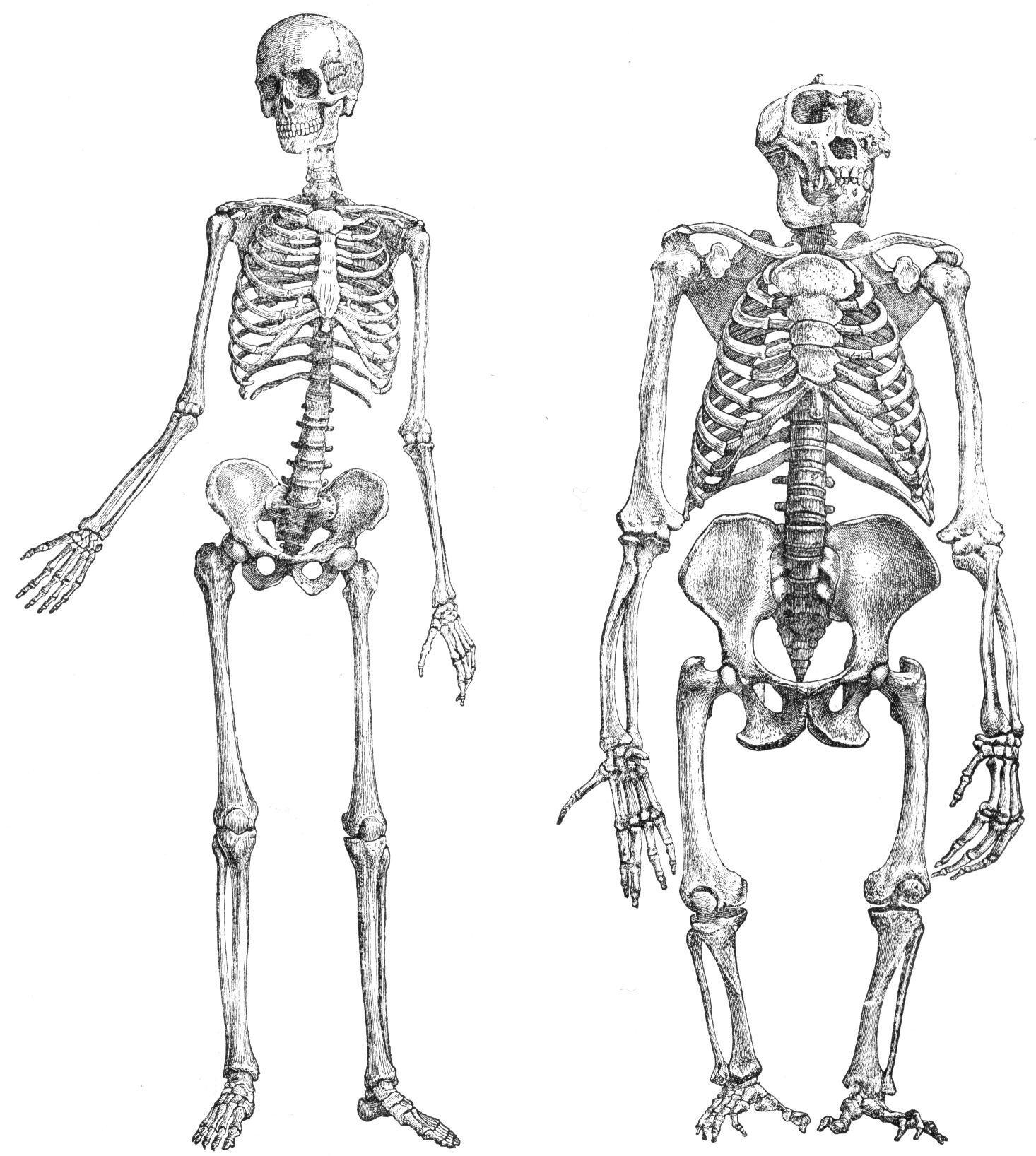
Anatomie comparée, humain et gorille.

Le fait que l'Homme fasse partie de l'ordre des Primates donne à ce groupe d'animaux un caractère particulier. Cette idée est défendue par exemple par Peter Singer, l'auteur du Projet grands singes visant à reconnaître un statut spécial aux singes anthropomorphes. Peter Singer voudrait en effet accorder certains droits aux grands singes (les plus proches de l'Homme génétiquement) et ainsi créer, comme pour l'Homme avec sa charte des Droits de l'homme, une charte définissant les droits des Primates. Ce point de vue est lié au mouvement de « libération animale ». Dans le même ordre d'idées, on peut citer le documentaire Koko, le gorille qui parle (1978) de Barbet Schroeder, mettant en scène un gorille à qui l'on apprend la langue des signes, et qui se met à inventer des mots en accolant des mots déjà appris. Ce débat est l'un des plus houleux du moment, car certains voient cela comme un "rabaissement" de l'Homme au niveau des autres primates, ce qui pose certaines questions quant à la nature profonde de l'humain et notamment dans les questions abordées : finalement qu'est-ce qu'un humain ? L'humain peut-il lui-même définir l'humain ? Ce sont des questions plus philosophiques, et qui entraînent divers problèmes éthiques.

## Déclin et protection

### Déclin lié aux activités humaines

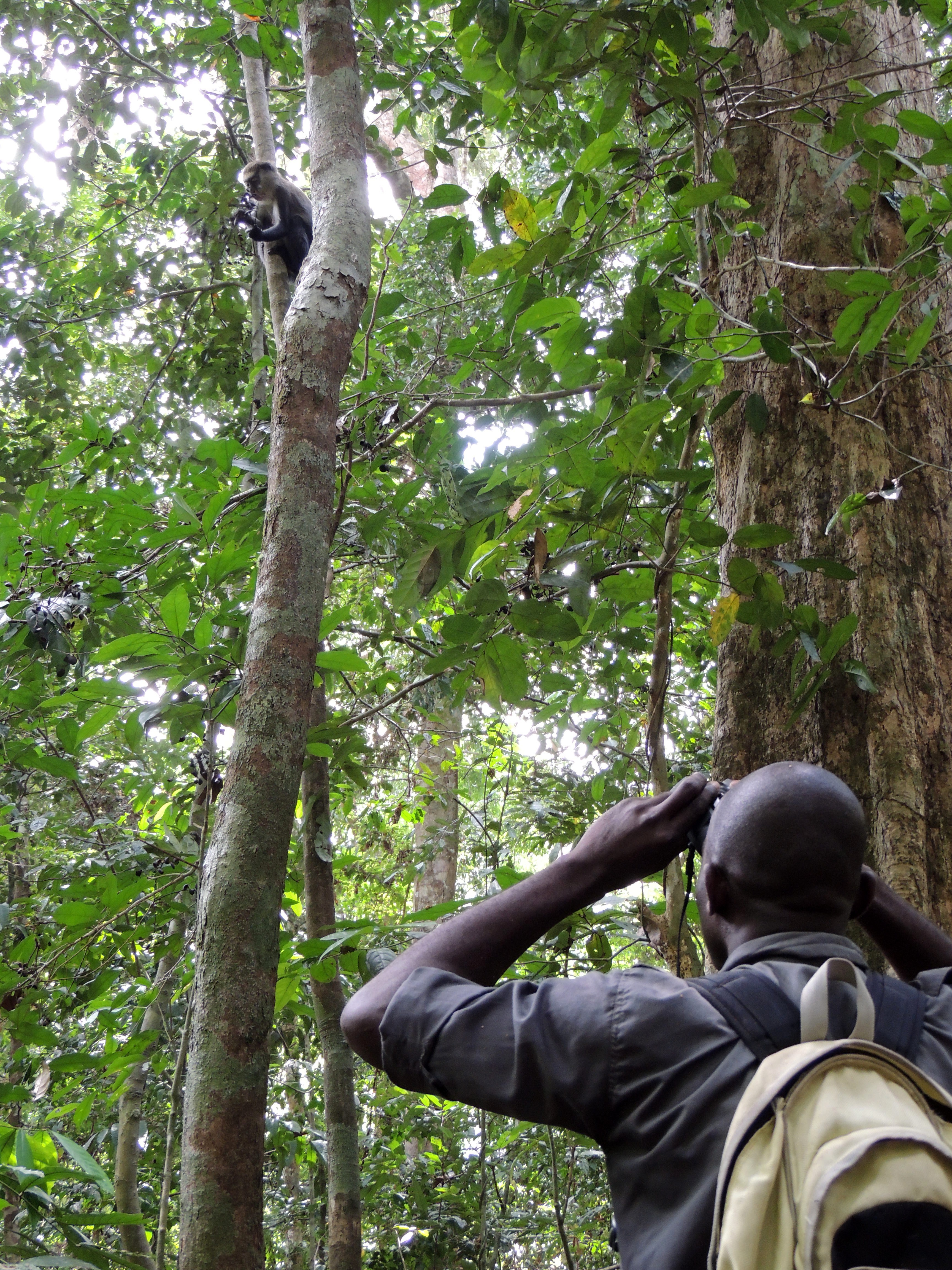
Assistant de recherche observant des primates en Côte d'Ivoire.

Si l’ordre des Primates n’a connu aucune extinction au cours du XXe siècle, les sept espèces actuelles d'Hominidae sont menacées selon l'Union internationale pour la conservation de la nature. Selon une étude publiée dans Science Advances en janvier 2017, la plus vaste jamais conduite, dressée par 31 primatologues internationaux, 60 % des espèces de primates sont en danger d’extinction d'ici 25 à 50 ans en raison des activités humaines, et 75 % des populations accusent déjà un déclin.
Les habitats des primates disparaissent sous la pression de l’agriculture (qui affecte 76 % des espèces), de l’exploitation forestière (60 %), de l’élevage (31 %), de la construction routière et ferroviaire, des forages pétroliers et gaziers et de l’exploitation minière (de 2 % à 13 %). La chasse et le braconnage touchent directement 60 % des espèces.

### Protection
Toutes les espèces de primates sont inscrites à l'annexe II de la CITES ou, pour les plus menacées, à l'annexe I de la CITES.
Pour remédier à leur déclin, les auteurs de l'étude de Sciences Advances appellent à associer les populations locales à la gestion des forêts, à lutter contre leur pauvreté, à limiter la croissance démographique, à agir pour la reforestation et pour l’expansion des zones protégées.